# Asiagomphus pacificus
Asiagomphus pacificus е вид водно конче от семейство Gomphidae. Видът не е застрашен от изчезване.

## Разпространение
Разпространен е в Китай (Гуандун, Гуанси, Джъдзян, Фудзиен, Хунан и Хънан), Провинции в КНР и Тайван.

## Описание
Популацията на вида е стабилна.